# Voo Sepahan Airlines 5915
O voo Sepahan Airlines 5915 (HH5915) foi um voo que se acidentou a três quilômetros a norte-noroeste do Aeroporto Internacional de Mehrabad, Irã, em 10 de agosto de 2014.

## Aeronave
O avião era um Antonov An-140-100 de fabricação iraniana e estava registrado com o código EP-GPA. O avião voou pela primeira vez em 2008.

## Acidente
O voo 5915 era operado pela Sepahan Airlines. O voo havia decolado do Aeroporto Internacional de Mehrabad mas, poucos segundos após a decolagem, o avião caiu num bloco residencial no boulevard número seis do complexo habitado Azadi, às 9h18 horário local (4h48 UTC). Inicialmente se informava que todos os 48 passageiros tinham morrido, porém, mais tarde, se soube que oito ou nove passageiros sobreviveram.